# 陳鉞 (天順進士)
陳鉞（1429年—1488年），字廷威，直隸省河間府獻縣人，治《書經》，年二十九歲中式天順元年丁丑科第三甲第一百一十名進士。十一月十四日生，行一。由國子生中式順天府鄉試第二百二十五名舉人，會試中式第二百五十一名。

## 生平
天順元年，登進士，授兵科給事中，后改監察御史，再遷山東左布政使。陳鉞工於心計，貪財奸詐，官吏百姓無不畏而恨之。成化十五年（1479年），陳鉞擔任遼東巡撫，因不瞭解當地事務，而被馬文升調換，并約束其舉動。汪直抵達遼東后，陳鉞身著戎服伏道左邊，為其掃路裝飾廚房，并使得其住宿舒適。唯獨馬文升仍與汪直分庭抗禮，對并其隨從頤指，隨從遂詆毀馬文升。陳鉞借此再次誣陷馬文升因禁農器，不與交易，而招致外部入寇。同年六月，憲宗命汪直同刑部尚書林聰即訊遼東事，馬文升被逮捕下錦衣獄，謫戍重慶。
同年十月，遼東巡撫陳鉞請求討伐海西，憲宗命以撫寧侯朱永為總兵，陳鉞提督軍務，汪直監軍。汪直抵達遼東后，有頭目郎秀等四十人入貢，在廣寧遇到汪直，汪直誣陷其為窺伺於是掩殺，并以捷報上報。論功，加汪直歲祿，監督十二團營；朱永進保國公，陳鉞為戶部尚書。至此，海西諸部以復仇為辭，深入雲陽、青河堡等，殺掠男婦，皆支解屍體以報仇。邊將斂兵不出，陳鉞亦隱匿不上報此事。而此時，依附汪直的太僕少卿王宗彝（大學士王文之子）為僉都御史、擔任遼東巡撫。
成化十六年（1480年）正月，給事中孫博上疏弹劾東廠、西廠中傷大臣；卻遭到憲宗指責。同年三月，憲宗命汪直、保國公朱永、尚書王越率兵出塞，在威寧交戰，并獲勝，王越封威寧伯。同年四月，遼東巡按御史強珍上疏，彈劾此前太監汪直、總兵侯謙、巡撫陳鉞失機隱匿的事情。都給事中吳原、御史許進等上奏，并將陳鉞比喻為宋朝的黃潛善、賈似道。憲宗下詔罰陳鉞俸祿，陳鉞因而怨恨王越掌都督院事而縱容強珍。汪直正在巡邊還京中，陳鉞在郊外五十里相迎，訴強珍承奉王越旨意彈劾他。汪直大怒，王越亦來迓，汪直不見王越。巡撫遼東王宗彝遂阿汪直旨意，誣陷強珍妄奏，逮捕強珍至京，下錦衣衛獄，戌遼東。成化十八年三月，再次被彈劾罷免致仕。

## 家族
曾祖陳福；祖陳興祖；父陳玘；母張氏。重慶下，妻劉氏，弟鎰。